# Murex (navio)
O Murex foi o primeiro petroleiro da Shell bem como o primeiro a atravessar o Canal do Suez.
Construído nos estaleiros W.Gray & Co, em West Hartlepool, segundo os desenhos de Fortescue Flannery, foi o primeiro petroleiro a ter tanques de balastro, tanques de expansão para o crude, anteparas, motor à popa, entre outras inovações, que ainda hoje podemos encontrar no petroleiros actuais.
Lançado à água em 1892, zarpou a 26 de Julho desse ano para a sua primeira viagem até Batumi no Mar Negro, sob o comando do capitão John R Coundon. A 24 de Agosto atravessou o Canal do Suez rumo ao oriente.
O armador Marcus Samuel e seu irmão Samuel Samuel, da Shell Transport and Trading Company (que inicialmente se dedicavam ao negócio das conchas), ofereceram ao capitão uma concha da sua coleção, uma murex. Esta concha que actualmente é o logotipo da companhia, deu também o nome ao navio. Aliás, tradicionalmente a Shell dá nomes de conchas ao seus navios tanque.
O navio media 110 m de comprimento, 14 m de boca e calava 8,5 m, e tinha uma arqueação de 3 564 GRT.
O Murex foi afundado em 1916 pelo submarino alemão U73 durante a Primeira Guerra Mundial